# Pierre-Gilles de Gennes
Pierre-Gilles de Gennes (Parigi, 24 ottobre 1932 – Orsay, 18 maggio 2007) è stato un fisico francese, noto per i suoi studi in molti campi fra cui i superconduttori, i cristalli liquidi e i polimeri. In particolare, è considerato uno dei padri fondatori dello studio della materia soffice. Nel 1991 è stato insignito del Premio Nobel per la fisica.

## Biografia
Nacque a Parigi, in Francia, e fu istruito in casa fino all'età di 12 anni. A 13 anni, aveva adottato abitudini di lettura adulte e visitava musei. In seguito, de Gennes studiò fino al 1955 all'École Normale Supérieure, quindi divenne ingegnere di ricerca presso il centro Saclay del Commissariat à l'Énergie Atomique, lavorando principalmente sulla diffusione di neutroni e sul magnetismo, con la consulenza di Anatole Abragam e Jacques Friedel. Conseguì il dottorato di ricerca nel 1957 all'Università di Parigi.

## Carriera e ricerca
Nel 1959 fu ricercatore post-dottorato con Charles Kittel all'Università della California, Berkeley, poi trascorse 27 mesi nella Marina francese. Nel 1961 fu assistente professore a Orsay e presto fondò il gruppo d'Orsay sui superconduttori. Nel 1968 passò allo studio dei cristalli liquidi.
Nel 1971 divenne professore al Collège de France e partecipò allo STRASACOL (un'azione congiunta di Strasburgo, Saclay e Collège de France) sulla fisica dei polimeri. Dal 1980 in poi si interessò ai problemi interfacciali: la dinamica della bagnatura e dell'adesione.
Scienziato eclettico, lavorò sui materiali granulari e sulla natura degli oggetti della memoria nel cervello.
Morì nel 2007 a Orsay e venne sepolto nel Cimitero di Montrouge.